# České Budějovice-i járás

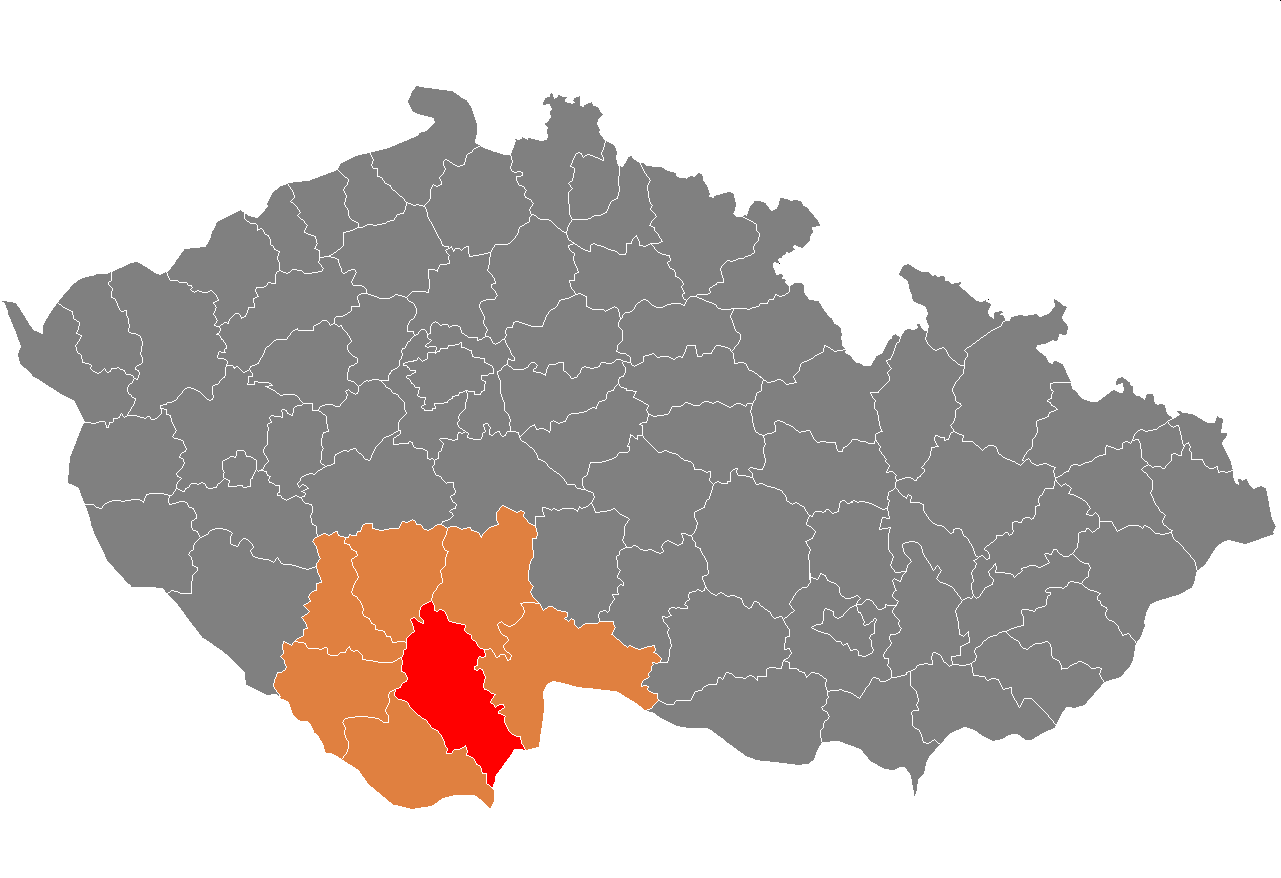
A České Budějovice-i járás

A České Budějovice-i járás (csehül: Okres České Budějovice) közigazgatási egység Csehország Dél-csehországi kerületében. Székhelye České Budějovice. Lakosainak száma 187 881 fő (2009). Területe 1638,30 km². Szomszédos járások: Český Krumlov-i járás, Jindřichův Hradec-i járás, Píseki járás, Prachaticei járás, Strakonicei járás és a Tábori járás.

## Városai, mezővárosai és községei
A városok félkövér, a mezővárosok dőlt, a községek álló betűkkel szerepelnek a felsorolásban.
Adamov •
Bečice •
Borek •
Borovany •
Borovnice •
Boršov nad Vltavou •
Bošilec •
Branišov •
Břehov •
Čakov •
Čejkovice •
Čenkov u Bechyně •
České Budějovice •
Chotýčany •
Chrášťany •
Čížkrajice •
Dasný •
Dívčice •
Dobrá Voda u Českých Budějovic •
Dobšice •
Dolní Bukovsko •
Doubravice •
Doudleby •
Drahotěšice •
Dražíč •
Dříteň •
Dubičné •
Dubné •
Dynín •
Habří •
Hartmanice •
Heřmaň •
Hlavatce •
Hlincová Hora •
Hluboká nad Vltavou •
Homole •
Horní Kněžeklady •
Horní Stropnice •
Hosín •
Hosty •
Hradce •
Hranice •
Hrdějovice •
Hůry •
Hvozdec •
Jankov •
Jílovice •
Jivno •
Kamenná •
Kamenný Újezd •
Komařice •
Kvítkovice •
Ledenice •
Libín •
Libníč •
Lipí •
Lišov •
Litvínovice •
Ločenice •
Mazelov •
Mladošovice •
Modrá Hůrka •
Mokrý Lom •
Mydlovary •
Nákří •
Nedabyle •
Neplachov •
Nová Ves •
Nové Hrady •
Olešnice •
Olešník •
Ostrolovský Újezd •
Petříkov •
Pištín •
Planá •
Plav •
Radošovice •
Římov •
Roudné •
Rudolfov •
Sedlec •
Ševětín •
Slavče •
Srubec •
Staré Hodějovice •
Štěpánovice •
Strážkovice •
Střížov •
Strýčice •
Svatý Jan nad Malší •
Temelín •
Trhové Sviny •
Týn nad Vltavou •
Úsilné •
Včelná •
Vidov •
Vitín •
Vlkov •
Vrábče •
Vráto •
Všemyslice •
Záboří •
Žabovřesky •
Zahájí •
Žár •
Závraty •
Žimutice •
Zliv •
Zvíkov

## Fordítás
- Ez a szócikk részben vagy egészben  a(z)   České Budějovice District című angol Wikipédia-szócikk ezen változatának fordításán alapul.  Az eredeti cikk szerkesztőit annak laptörténete sorolja fel. Ez a jelzés csupán a megfogalmazás eredetét és a szerzői jogokat jelzi, nem szolgál a cikkben szereplő információk forrásmegjelöléseként.
- Ez a szócikk részben vagy egészben  az   Okres České Budějovice című cseh Wikipédia-szócikk ezen változatának fordításán alapul.  Az eredeti cikk szerkesztőit annak laptörténete sorolja fel. Ez a jelzés csupán a megfogalmazás eredetét és a szerzői jogokat jelzi, nem szolgál a cikkben szereplő információk forrásmegjelöléseként.